# Apeadeiro de Vila Chã
O Apeadeiro de Vila Chã, originalmente denominado de Villa Chã, foi uma gare ferroviária da Linha do Porto à Póvoa e Famalicão, que servia a localidade de Vila Chã, no concelho de Vila do Conde, em Portugal. Foi substituída pela Estação Modivas Centro do Metro do Porto.

## História

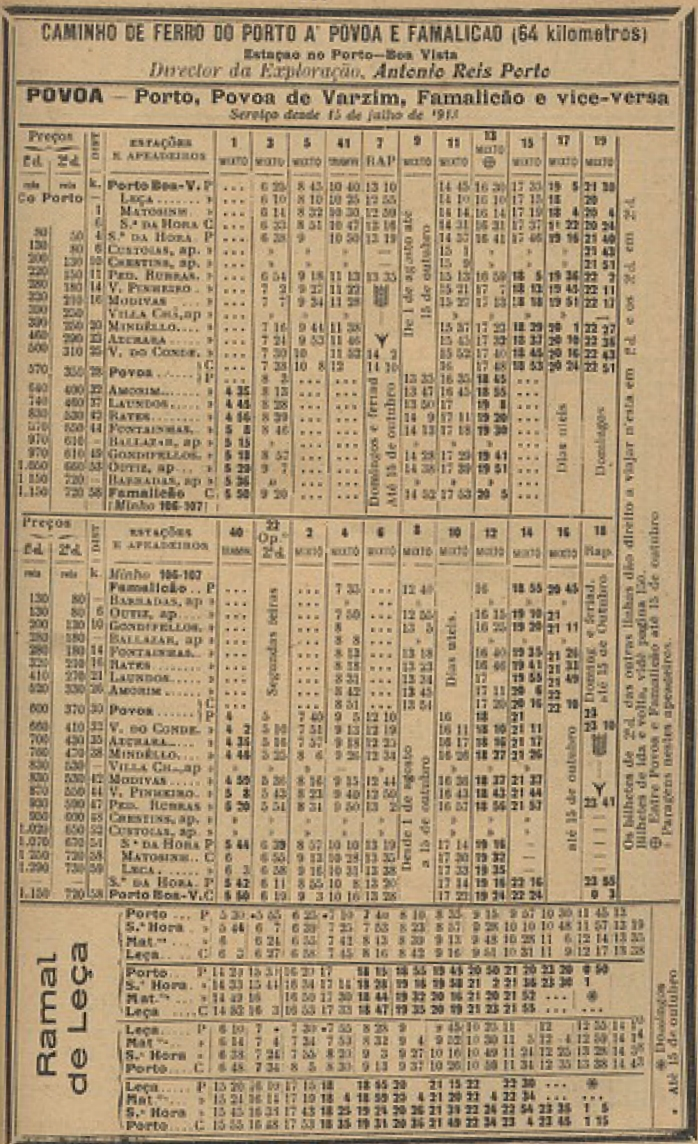
Horários de 1913, onde esta gare surge com o nome de Villa Chã.

Esta interface situava-se no troço da Linha da Póvoa entre Porto-Boavista e a Póvoa de Varzim, que entrou ao serviço em 1 de Outubro de 1875, pela Companhia do Caminho de Ferro do Porto à Póvoa.